# Esposa de Dunash
La esposa de Dunash fue una poetisa judía andalusí del siglo IX, esposa del poeta, escoliasta y gramático judío Dunash ben Labraţ. Es autora de un poema sobre el exilio de su marido. Este poema es el único poema medieval hebreo conocido escrito por una mujer. Junto con los de Qasmuna Bint Ismail, que escribió en árabe y, en caso de haber sido judía, Sara de Yemen, es una de las pocas muestras de poesía medieval femenina dentro de la tradición judía.

## Contexto
Como en el resto del mundo árabe de la época, el árabe era el idioma de la escritura judía para todas las materias; prácticamente todas las obras judías sobre filosofía, teología, matemáticas están escritas en árabe, normalmente en caracteres hebreos. Este tipo de escritura ha sido llamado judeoárabe, aunque hay poca distinción respecto del lenguaje de los no judíos contemporáneos. La elección del hebreo como lengua poética puede ser la mayor expresión de autoafirmación, incluso aspiración nacionalista, de los hispanohebreos en este periodo.
En la Bagdad islámica del siglo X, Saadia Gaon inició una corriente poética en un estilo que descansaba en el vocabulario y dicción bíblica. El trabajo de Saadia como poeta puede entenderse como un puente entre el antiguo piyyut y la poesía arabizada y secular de los judíos andalusíes: hacia el final del siglo X Dunash ben Labrat,  alumno de Saadia, llegó al Califato de Córdoba y revolucionó la poesía hebrea en al-Ándalus, divulgando un sistema de vocales cortas y largas en la lengua hebrea que permitía imitar la métrica árabe, al tiempo que adoptó la estrofa monorrima, estructura de la casida árabe. Prácticamente todos los poetas hispanohebreos adoptaron las innovaciones de Dunash; Moses ibn Ezra sostenía que la mejor poesía hebrea era la compuesta según el modelo árabe; por otro lado, Yehudah Halevi, contemporáneo de ibn Ezra, se mostraba ambivalente frente a las innovaciones métricas, condenándolas a veces como una rendición cultural.

## Poema
La esposa de Dunash ibn Labrat vivió a finales del siglo X; se sabe muy poco de ella. Su marido, nacido en Fez, tras estudiar en Bagdad con el rabino Saadia Gaon, pasó una temporada en Córdoba, en la corte del diplomático Hasdai ibn Shaprut, líder de la comunidad judía. El nombre de su esposa no consta en ninguna parte. Dentro de las comunidades judías hubo reticencias a los elementos que venían de fuera: los discípulos cordobeses de Menahem ben Saruq se opusieron activamente a la introducción de la nueva métrica de inspiración árabe por parte de Dunas ben Labrat mostrando una resistencia de carácter tradicionalista contra novedades extrañas.
Este poema, descrito por el poeta Ezra Fleischer como el primer poema plenamente logrado en el nuevo estilo de la poesía andalusí, escrito en una etapa temprana de la evolución de la poesía hebrea, destaca además por su autoría femenina.

Es la única obra de la autora que ha llegado hasta nosotros. Según el encabezado del manuscrito, fue compuesto con motivo de la forzada partida de su esposo de Córdoba. Aunque las razones de su exilio siguen siendo inciertas, el último verso sugiere que cayó en desgracia ante Hasdai Ibn Shaprut. El poema está escrito con contención y dignidad. Su tono combina afecto, resentimiento y, sobre todo, una aceptación serena de lo que parece ser un destino trágico.
¿Acaso se acuerda el amado de su gacela de gracia
En el día de la despedida llevando en su brazo a su hijo único?
Él le puso un anillo en la mano izquierda
Y ella le colocó a él un brazalete en el brazo
Ella llevó su paño como recuerdo
Y él, el de ella
¿Acaso permanecerá como su príncipe en toda la tierra de España
Incluso si

conquista la mitad de un reinado...

## Transmisión del poema
Los descubrimientos de fragmentos de tres colecciones diferentes de la Geniza en El Cairo sacaron a la luz los versos de esta autora. En 1947, Nehemia Allony encontró y publicó un fragmento de un poema que, según sus conjeturas, trataba de unos novios o, posiblemente, de una separación. En 1971, apareció una copia completa de este poema (aunque con los versos en el orden incorrecto); los versos que faltaban revelaron que se refería a una pareja y a su hijo. El marido había dejado a su amada esposa y a su hijo en España, y su futuro no estaba claro. Un tercer descubrimiento dio la autoría del poema gracias a su encabezamiento: "de la mujer de Dunash ibn Labrat para él". Este fragmento incluía un segundo poema escrito por el marido ausente, en el que se defendía y profesaba su amor a "una mujer erudita como tú".
Los fragmentos del manuscrito del siglo XI, han sido identificados como Mosseri IV.387 y Mosseri VIII.202.2. El manuscrito que atribuye el poema a su esposa está catalogado en la Biblioteca de la Universidad de Cambridge como T-S NS 143.46. Fue editado por primera vez por Ezra Fleischer. Este manuscrito incluye la respuesta incompleta de Dunash.
Las circunstancias de esta separación no están del todo claras, pero se cree que la esposa de Dunash escribió su poema poco después de la partida de su marido, alrededor del año 950. En 1985, se descubrió otro poema escrito en la esquina de una carta atribuida a Hasdai ibn Shaprut (T-S J2.71, f. 2v), que ha sido identificado como una queja de Dunash sobre su servicio bajo Hasdai  ibn Shaprut. Además, este poema parece expresar sus sentimientos al separarse de su esposa. Tras dos líneas ilegibles, el texto continúa, aunque su interpretación sigue siendo incierta.